# Cimetière américain de Nettuno
Le cimetière américain de Nettuno (en anglais : Sicily–Rome American Cemetery and Memorial) est un cimetière militaire américain de la Seconde Guerre mondiale, situé à Nettuno en Italie. Ouvert en 1944, il est géré par l'American Battle Monuments Commission et a une superficie de 31 hectares. 7 861 soldats américains tombés pendant la campagne d'Italie (invasion de la Sicile et opération Shingle principalement) y reposent. Le cimetière est ouvert au public de 9h00 à 17h00 toute l'année, excepté le 25 décembre et le 1er janvier.

## Personnalités
- Sylvester Antolak (1918-1944) , décoré de la Medal of Honor.